# Cheiramiona collinita
Cheiramiona collinita is een spinnensoort uit de familie van de Cheiracanthiidae.
De wetenschappelijke naam van de soort werd in 1938 als Clubiona collinita gepubliceerd door Reginald Frederick Lawrence.